# 蟋蟀咖啡馆
蟋蟀咖啡馆（英語：Cricket Cafe）是俄勒冈州波特兰市的一家餐馆。咖啡馆的口号是“早餐冠军”，提供全天的膳食与额外的午餐选择。它受到了普遍的好评，尤其是它的血腥玛丽、素食和比斯吉佐肉汁。这家咖啡馆之前的所有者是丹·巴特科夫斯基，但是于2017年6月意外关闭。几个月后，戈登·费格纳和凯蒂·普雷沃斯特重新开放了蟋蟀咖啡馆。

## 简介
蟋蟀咖啡馆是一家位于贝尔蒙特街的餐厅，位于波特兰东南部的桑尼赛德社区内的同名零售和住宅区。这家两层的咖啡馆，在2017年被波特兰美食评论家的马蒂·约翰·班曼描述为一个“长期经营，非常受欢迎的早餐店”，“分量大”，“价格好”，全天供应早餐，也有午餐菜单。在她的《俄勒冈州波特兰美食爱好者指南》中，劳里·沃尔夫说，这家咖啡馆提供“丰盛而令人满意的”食物，“迎合了波特兰喜欢吃早餐的人群”。从2018年开始，这家餐厅每天早上8点到下午2:30营业。
2002年，《俄勒冈人报》的大卫·萨拉索恩说，这家“绝对朴实的店面”供应“时髦的”安慰食品。2017年，《威拉米特周报》的马修·科尔法格称这家餐厅“古怪”、“古雅”，是“受人喜爱的社区早午餐场所”。《波特兰月刊》将蟋蟀咖啡馆描述为“永远热闹”、“舒适、朴实的潮人休息站”，有适合家庭的户外餐饮和外卖服务。

### 菜谱
菜单上有标准的早餐，如鸡蛋、土豆饼、煎饼、辣椒酱和比斯吉佐肉汁，以及加浓咖啡糖霜的烤磅蛋糕。2002年，咖啡馆供应素食和香肠比的斯吉佐肉汁；前者有由烤青椒、红椒、蘑菇、洋葱、西葫芦和香料制成的牛奶和面糊肉汁。花园煎牛排有鸡蛋蘸和油炸素食汉堡。"招牌伐木工"火腿蛋松饼配胡椒粉和香肠肉汁。蔬菜煎锅里有鸡蛋、土豆、蔬菜、奶酪、橄榄和酸奶油。午餐菜单上有三明治、汤和沙拉，黑豆辣椒配饼干和沙拉。
饮料菜单被称为“液体早餐”，大约有24种选择，分为“降温饮料”和“升温饮料”。升温饮料包括贝琪恶魔舱口；龙舌兰酒、石榴加糖蜜、草莓加柠檬水、墨西哥胡椒和伏特加调制的血腥加里酒以及用浓缩咖啡、朗姆酒和摩卡酒调制而成的西班牙之王。含羞草酒和其他几种血腥玛丽也可以买到，它们被统称为“血腥酒系列”，并提供各种辣度。“血腥玛丽”中最不辣的是“血腥日出”，《男性杂志》的亚伦·卡尔文形容它有“甜美的格林纳丁口味和糖的微甜”，而最辣的是“血腥热帽”，是用加了哈瓦那辣椒酱的伏特加调制而成的。介于两者之间的是广受欢迎的马文酒，它有黄瓜浸泡的伏特加、清酒和一些秘密配方的混合物。

## 历史
米卡·路易斯于1999年担任主厨。蟋蟀咖啡馆是波特兰多艺术家团体“红76”（英語：Red 76）作品的举办地之一。该团体在2002年的艺术展览中展出了25位艺术家在公共厕所展出的作品。2010年，该市禁止在公共人行道上存放垃圾，蟋蟀咖啡馆是寻求豁免的14家企业之一。截至2012年，丹·巴特科夫斯基是咖啡馆的老板。2016年圣诞节，蟋蟀咖啡馆遭到破坏。前后窗户和一个霓虹灯招牌都被损坏了；巴特科夫斯基说什么也没被偷，但估计损失了一万到一万五。
蟋蟀咖啡馆在2017年6月意外关闭。这一意外的关闭促使一位当地居民在咖啡馆门上贴了一块告示牌，为造成的困惑道歉，并确认咖啡馆“似乎在可预见的将来会关闭”。10月，著名早午餐餐厅霍桑果酱的老板戈登·费格纳和凯蒂·普雷沃斯特证实，他们计划在11月底前重新开放蟋蟀咖啡馆。两人经常在那里吃饭，并计划保持菜单基本不变，但提供额外的素食和无麸质选择。费格纳还证实，内墙将继续展示同一个人策划的艺术品。他告诉《波特兰水星报》：
我们接管了蟋蟀咖啡馆，因为我们认为它的时间还没有结束。这个镇上有很多人想让这些伟大的地方继续存在下去，只是需要一点改进，我们希望社区喜欢我们所做的。我们一直都很喜欢蟋蟀咖啡馆，并尽我们最大的努力保持这个地方的精神和风味，同时给它一个整洁的地方，使运作更有效率。顾客可能不会注意到有什么不同，除了一些新的油漆和更新的菜单，但这是蟋蟀咖啡馆的菜单，而不是霍桑果酱的。
餐厅开始营业时间是每天早上8点到下午3点；2018年1月，下午关门时间提前了半小时。截止到2020年，蟋蟀咖啡馆是贝尔蒙特地区商业协会的成员。

## 顾客感受

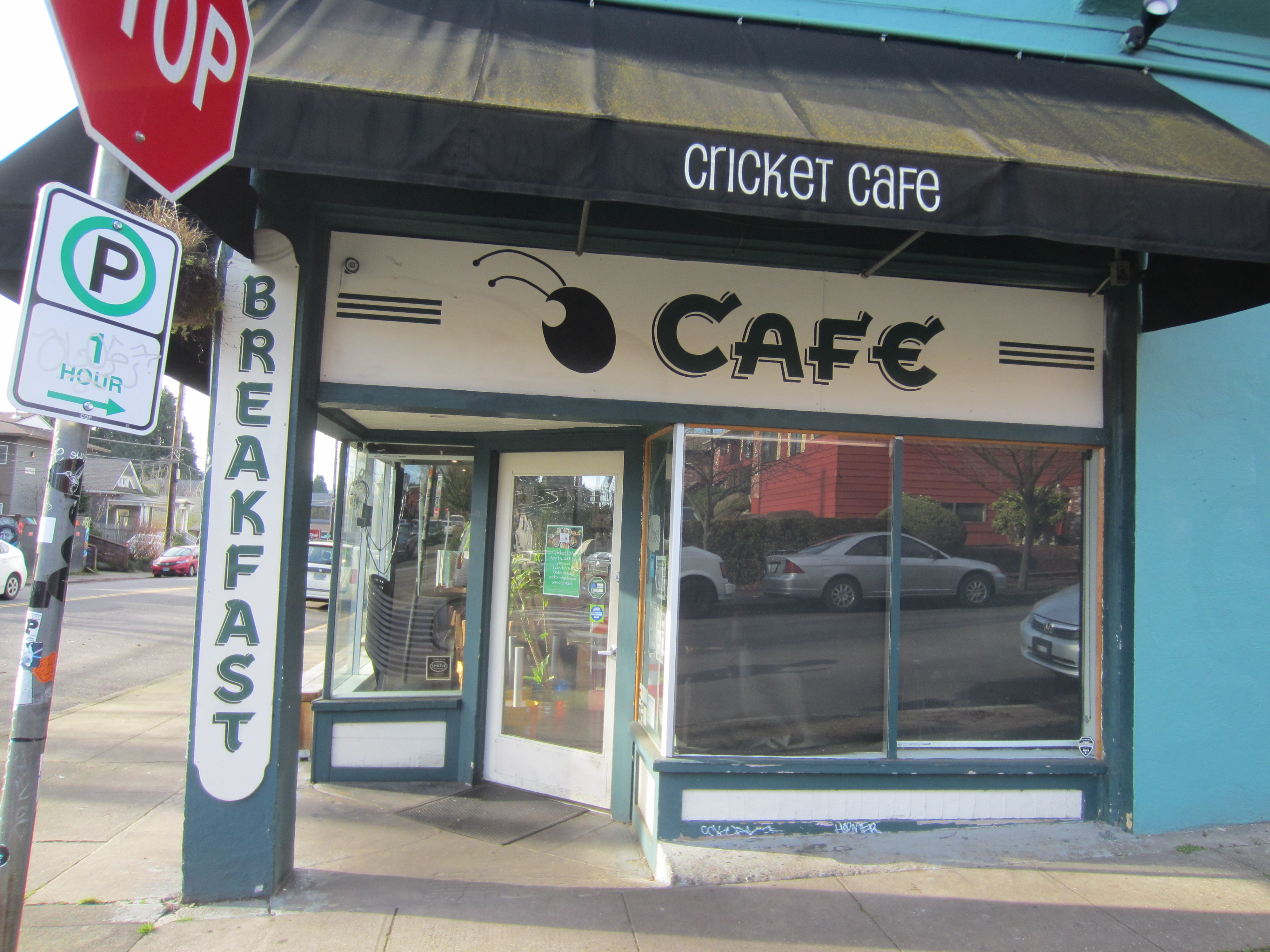
2021年咖啡馆的入口处

1999年，《俄勒冈人报》的约翰·福伊斯顿称赞了咖啡馆比斯吉佐肉汁，并写道：“尽管蟋蟀咖啡馆相对较新，但它感觉舒适、朴实，吸引了来自波西米亚贝尔蒙特社区的广泛人士。”墙上挂着艺术品，还有精美的菜单。”安·卡罗尔·伯杰斯在她2003年出版的《俄勒冈州的秘密波特兰：波特兰隐秘地点、声音与口味的独特指南》一书中，把蟋蟀咖啡馆称为“时髦且实惠”，并写道：“吸引所有人来的优点，从雅皮士家庭到波西米亚单身人士，包括让人爱死的玉米面包饼干，以及素食和菜肴的混合物。”2007年，俄勒冈州的乔·菲茨吉本推荐这家咖啡馆为“带孩子外出一天的绝佳去处”，因为它“服务快捷，价格友好”。在2007年、2008年和2010年，蟋蟀咖啡馆被列入《波特兰水星报》返校学生指南的早餐类。
乔治·史蒂文森在他2009年出版的《放松：西雅图和波特兰》一书中给这家餐厅打了2星评级，并推荐波特兰的素食者选择蟋蟀咖啡馆。史蒂文森称这家餐厅“干净、友好，但又够时髦，很有趣”。沃尔夫称这家咖啡馆“令人惊叹”，并表示，磅蛋糕“会让你大吃一惊”。她还推荐了“疯狂的好东西”血腥玛丽，并说“整个体验是开始一天的好方法”。《男性杂志》的亚伦·卡尔文在2015年美国13大最佳血腥玛丽榜单中说：“你无法打败”血腥吧。《波特兰月刊》在描述酒单时表示，血腥加里“有可能烧尽昨晚那些挥之不去的罪行记忆”，而西班牙之王将“点燃最冷的引擎”。